# Ronald T. Lindgreen
Ronald Theodoor Lindgreen (Cimahi (Java, Indonesië), 21 januari 1916 - Voorburg, 1999) was een Nederlands kunstenaar.
Hij werd geboren in Indonesië, maar woonde sinds 1926 in Den Haag, waar hij de Koninklijke Academie van Beeldende Kunsten bezocht, en later de Nieuwe Kunstschool te Amsterdam.
In 1938 vestigde hij zich in Parijs, waar hij werkte onder leiding van J.D. Kirszenbaum. Aanvankelijk schilderde hij figuren, portretten, landschappen en stillevens in olieverf.
Na de Tweede Wereldoorlog specialiseerde hij zich in het aquarelleren.
In 1950 werd hij lid van Pulchri Studio, te Den Haag.
Bij de uitwisseling van Franse en Nederlandse kunstenaars kwam hij in 1952 in Annecy, Frankrijk (Haute Savoie), waar hij behalve wandschilderingen ook landschappen en stadsbeelden maakte.
Mede-oprichter van de groep Haagse Aquarellisten in 1955.
Lindgreen, die als beeldend kunstenaar onafhankelijk wenste te blijven, begon in 1956 een periode als grafisch medewerker bij de toenmalige Nederlandse Staatsdrukkerij. In 1961 werd hij leraar Tekenen en Kunstbeschouwing in het Middelbaar Onderwijs.
Ronald Theodoor Lindgreen overleed in 1999, te Voorburg.

## Werken in musea en collecties
- Groninger Museum
- Kunstmuseum Den Haag
- Collectie Rothschild te Parijs